# Region Zentral (Little League Baseball World Series)
Die Region Zentral war eine der vier Regionen der Vereinigten Staaten, welche Teilnehmer an die Little League Baseball World Series, das größte Baseball-Turnier für Jugendliche, entsendet. Die Region Zentral wurde 1957 als Region Nord gegründet und 1974 in Region Zentral umbenannt. Durch die Verdoppelung des Teilnehmerfeldes ab 2001 wurde die Region Zentral in die Regionen Große Seen und Mittlerer Westen aufgeteilt. Bis auf das Jahr 1959 konnte die Region Zentral nie die World Series gewinnen.

## Teilnehmende Staaten

Teilnehmer der Region Zentral. Blau: Mitglied bis 1999; Rot: Mitglied ab 2000

Folgende Staaten waren in dieser Region organisiert. Die beiden Dakotas stellten gemeinsam eine Mannschaft.
- Illinois
- Indiana
- Iowa
- Kansas
- Kentucky (nur 2000)
- Michigan
- Minnesota
- Missouri
- Nebraska
- North Dakota/ South Dakota
- Ohio
- Oklahoma (bis 1999)
- Wisconsin

## Resultate an den Little League World Series

### Nach Jahr
| Jahr | Meister                 | Stadt               | LLWS                    | W–L |
| ---- | ----------------------- | ------------------- | ----------------------- | --- |
| 1957 | Jaycee LL               | Escanaba            | Vierter Platz           | 0–2 |
| 1958 | Jaycee LL               | Kankakee            | Zweiter Platz           | 2–1 |
| 1959 | Hamtramck National LL   | Hamtramck           | Weltmeister             | 3–0 |
| 1960 | New Boston Kiwanis LL   | New Boston          | Siebter Platz           | 1–2 |
| 1961 | American LL             | Terre Haute         | Fünfter Platz           | 2–1 |
| 1962 | Central LL              | Kankakee            | Zweiter Platz           | 2–1 |
| 1963 | Central LL              | Duluth              | Dritter Platz           | 2–1 |
| 1964 | National LL             | Bartlesville        | Fünfter Platz           | 2–1 |
| 1965 | George Rogers Clark LL  | Jeffersonville      | Vierter Platz           | 1–2 |
| 1966 | Jaycee LL               | Kankakee            | Fünfter Platz           | 2–1 |
| 1967 | North Roseland LL       | Chicago             | Zweiter Platz           | 2–1 |
| 1968 | American LL             | Terre Haute         | Fünfter Platz           | 2–1 |
| 1969 | West LL                 | Elyria              | Dritter Platz (geteilt) | 1–1 |
| 1970 | South LL                | Highland            | Vierter Platz           | 1–2 |
| 1971 | Anderson LL             | Gary                | Zweiter Platz           | 2–1 |
| 1972 | Edison LL               | Hammond             | Zweiter Platz           | 2–1 |
| 1973 | Federal LL              | Birmingham          | Vierter Platz           | 1–2 |
| 1974 | Tallmadge LL            | Tallmadge           | Vierter Platz           | 1–2 |
| 1975 | American LL             | Davenport           | Dritter Platz           | 1–1 |
| 1976 | Windsor LL              | Des Moines          | Achter Platz            | 0–3 |
| 1977 | Midget Boosters LL      | Youngstown          | Sechster Platz          | 1–2 |
| 1978 | South LL                | Palatine            | Siebter Platz           | 1–2 |
| 1979 | National LL             | Grosse Pointe Woods | Achter Platz            | 0–3 |
| 1980 | Grandview National LL   | Des Moines          | Fünfter Platz           | 2–1 |
| 1981 | Barrington LL           | Barrington          | Dritter Platz           | 2–1 |
| 1982 | Pinery Park LL          | Wyoming             | Dritter Platz           | 2–1 |
| 1983 | Jackie Robinson West LL | Chicago             | Fünfter Platz           | 2–1 |
| 1984 | Southport LL            | Southport           | Dritter Platz           | 2–1 |
| 1985 | East Tonka LL           | Minnetonka          | Sechster Platz          | 1–2 |
| 1986 | Norridge LL             | Norridge            | Fünfter Platz           | 2–1 |
| 1987 | Chesterfield LL         | Chesterfield        | Dritter Platz (geteilt) | 1–1 |
| 1988 | Tulsa LL                | Tulsa               | Achter Platz            | 0–3 |
| 1989 | East LL                 | Davenport           | Siebter Platz           | 1–2 |
| 1990 | Columbia LL             | Brooklyn            | Siebter Platz (geteilt) | 0–2 |
| 1991 | Westside American LL    | Hamilton            | Siebter Platz           | 1–2 |
| 1992 | South Holland LL        | South Holland       | Gruppenphase            | 0–3 |
| 1993 | Westside American LL    | Hamilton            | Gruppenphase            | 1–2 |
| 1994 | American LL             | Brooklyn Center     | Gruppenphase            | 1–2 |
| 1995 | Little Lakes West LL    | Arden Hills         | Gruppenphase            | 1–2 |
| 1996 | National LL             | Marshalltown        | Gruppenphase            | 1–2 |
| 1997 | Dyer LL                 | Dyer                | Gruppenphase            | 0–3 |
| 1998 | Jenison LL              | Jenison             | Gruppenphase            | 0–3 |
| 1999 | Brownsburg LL           | Brownsburg          | Gruppenphase            | 0–3 |
| 2000 | East LL                 | Davenport           | Dritter Platz (geteilt) | 2–2 |

### Nach Staat
| Staat                      | Zentral Region Meisterschaften | Welt- meisterschaften | W-L an den LLWS | %     |
| -------------------------- | ------------------------------ | --------------------- | --------------- | ----- |
| Indiana                    | 10                             | 0                     | 13–16           | 0.448 |
| Illinois                   | 9                              | 0                     | 15–12           | 0.556 |
| Michigan                   | 7                              | 1                     | 6–13            | 0.316 |
| Iowa                       | 6                              | 0                     | 7–11            | 0.389 |
| Ohio                       | 6                              | 0                     | 6–11            | 0.353 |
| Minnesota                  | 4                              | 0                     | 5–7             | 0.417 |
| Oklahoma                   | 2                              | 0                     | 2–4             | 0.333 |
| Kansas                     | 0                              | 0                     | 0–0             | 0.000 |
| Kentucky                   | 0                              | 0                     | 0–0             | 0.000 |
| Missouri                   | 0                              | 0                     | 0–0             | 0.000 |
| Nebraska                   | 0                              | 0                     | 0–0             | 0.000 |
| North Dakota/ South Dakota | 0                              | 0                     | 0–0             | 0.000 |
| Wisconsin                  | 0                              | 0                     | 0–0             | 0.000 |
| Gesamt                     | 44                             | 1                     | 54–74           | 0.422 |